# Madonna Linsky
La Madonna Linsky es una pintura al temple y oro sobre tabla de 94 x 42 cm, de Carlo Crivelli, datada en 1472 y conservada en el Museo Metropolitano de Arte de Nueva York. Está firmado "CAROLVS CRIVELLVS VENETVS 1472 PINXIT" y es el panel central del Políptico de 1472.

## Historia
El políptico, probablemente en origen en la iglesia de Santo Domingo de Fermo, fue desmembrado poco antes de 1834, y los paneles dispersados en el mercado anticuario. La Madonna pasó por varias colecciones extranjeras, entre las cuales las inglesas de G. H. Marland (1863), W. Graham (1886) y Robert Benson, y las norteamericanas de Mrs. A. W. Ericson (por medio de la intermediación de Joseph Duveen) y Linsky, de quien tomó el nombre, antes de acabar en el museo neoyorquino en 1982.

## Descripción y estilo
Sobre un fondo dorado elegantemente trabajado como un damasco, se eleva el trono de la Virgen, en pesados granito y mármol, sobre un escalón de mármol blanco resquebrajado, donde se encuentra la firma del artista simulando haber sido tallada y donde están puestas dos peras, todo tratado de modo ilusionista. Las peras y otros frutos, tan frecuentes en las obras de Crivelli, eran un recordatorio del Paraíso y el fruto prohibido del Génesis, origen del pecado original, que luego será lavado por la sangre de Cristo y redimido por su sacrificio. La mosca cerca se encuentra también en pinturas flamencas contemporáneas, que quizás Crivelli había visto pasar por Ferrara. Aquí tal vez simboliza el pecado. Peras y mosca tienen una sombra particularmente alargada, que las hace destacar como si fueran reales, uno de los trampantojos tan queridos por el artista.
Entre María y el respaldo está dispuesta una tela colgando vertical, y sostiene sobre las rodillas un agitado Niño de pie, no un bebé sino algo mayor de lo habitual, que se mueve para abrazar al santo a la derecha, santo Domingo, en la otra tabla hoy en el mismo museo. Se sospecha que ahí en el panel, hoy restaurado, existiera un pajarillo al vuelo que luego fue borrado, tratando el niño de atraparlo.
Elegante es el juego de contrapuestos entre la pose de María, con la cabeza reclinada hacia la derecha, y el Niño yendo hacia su izquierda, así como el modo de representar las manos de la Virgen, expresivamente contraídas bajo una iluminación fuerte, pero que no parecen hacer agarre, suspendidas en unos gestos exageradamente artificiosos. Riquísimo es el manto de la Virgen, con damascos dorados y forro verde brillante.